# 山本修生
山本 修生（やまもと しゅうせい）は熊本県出身の漫画家・イラストレーター。別名義に修生とShusay、平仮名表記のしゅうせいがある。

## 略歴
1986年（昭和61年）、秋田書店の週刊少年チャンピオン第72回月例フレッシュ賞で特別奨励賞を受賞し、1987年に月刊少年チャンピオンに掲載された『ONE WAY』でデビュー。同年、週刊少年チャンピオンで『BLUE WIN』を連載した一方で、双葉社の漫画アクション年間グランプリ優秀新人賞を受賞し、同社のアクションBROTHERに活動の場を移す。1989年（平成元年）に柏原寛司原作で『LAST DOWN TEN』を連載し、これは後にVシネマで実写化された。
1992年（平成4年）には「近代麻雀」で『凌駕』を連載。1997年（平成9年）、漫画アクションにてShusay名義で『ルパン三世』を連載、原作者のモンキー・パンチによる『新ルパン三世』以来16年振りの連載作品で、脚本を高口里純が担当していることでも話題になった。